# Ичан-уанджоуска железница
Ичан-уанджоуската железница или съкратено Иуан (на китайски: 宜万铁路 пинин: Yíwàn Tiělù) е железопътна линия в Народна република Китай завършена през 2010 г. Свързва градовете Ичан в провинция Хубей и Уанджоу в провинция Чунцин през малкия град Личуан. Железопътната линия е част от мащабния железопътен проект Хуханжун (沪汉蓉快速客运通道), който ще свърже мегаполиса Шанхай с Хъфей, Ухан, Чънду и Суейнин. Ичан-уанджоуската железница е с обща дължина от 377 км, от които 288 км представляват мостове и тунели. Общата дължина на релсите е разпределена както следва: 324 км в провинция Хубей и едва 53 км в Чунцин. Линията е пусната в експлоатация на 22 декември 2010 г.

## Трасе
Ичан-уанджоуската железница преминава през изключително труднопроходимия терен на Югозападен Хубей, включващ Ъншъ-тудзя-мяоски автономен окръг и района на град Ичан, и на източната територия на префектура Чунцин. Районът е предимно планински и понякога е наричан „източния ръб“ на платото Юнан-Гуейджоу, разположени между двете едноименни провинции. В района не е имало никакви железопътни линии, а асфалтираните пътища отвъд Китайската национална магистрала 318 са били рядкост. Интересно е да се отбележи, че Ичан-уанджоуска железница е почти паралелна на Магистрала 318. По подобие на множеството мостове и тунели, построени за да улеснят полагането на железопътните релси, така и новата автмагистрала Г42-Хужун се строи успоредно на линията, за да покрие другите транспортни нужди в почти непроходимия район на Югозападен Хубей. Заради множеството допълнителни конструкции по трасето Ичан-Уанджоу, то е най-скъпата железопътна линия на територията на Китай. Със средна цена от $9,01 милиона за километър километър от Ичан-уанджоуска железница струва двойно повече от километър от Цинхай-тибетската железница, която свързва Цинхай с Тибетския автономен регион.

## История на строежа
Идеята за железопътната линия е предложена още от Сун Ятсен през 1903 година, но проектът не е стартиран чак до 2003, заради множеството трудности, възпрепятстващи нормалната му реализация дотогава. По думите на главния инженер на железницата Джан Мей това е най-трудната линия, строена някога в Китай. Към средата на 2009 по-голямата част от мостовете, тунелите и укрепителните съоръжения са завършени и половината релси са положени. На 18 август 2010 строителните дейности приключват, а в медиите се съобщава, че линията ще бъде пусната в употреба към ноември 2010. След няколко месеца тестове Ичан-уанджоуската железница е официално открита на 22 декември 2010 с първата композиция от Ухан до Личуан. На 10 януари 2011 започва обслужването на пътници от Ухан до Чунцин и обратно.